# نينغ لي (فيزيائية)
نينغ لي (الصينية: 李宁، بينيين: LƐ Níng؛ 14 يناير 1943 - 27 يوليو 2021) كانت عالمًة فيزيائية أمريكة ، صينة الأصل . ولدت في شاندونغ بالصين ، وتخرجت من قسم الفيزياء بجامعة بكين . وفي عام 1983 هاجرت مع عائلتها من الصين إلى الولايات المتحدة.  وهي معروفة بأبحاثها في الفيزياء و الجاذبية المضادة . في التسعينيات، عملت لي كعالمة أبحاث في مركز أبحاث البلازما الفضائية وعلم الطيران بجامعة ألاباما في هانتسفيل . وفي عام 1999، تركت الجامعة لتأسيس شركة، AC Gravity LLC، لمواصلة أبحاث الجاذبية المضادة .

## أبحاث الجاذبية المضادة
في سلسلة من المنشورات البحثية التي شاركت في تأليفها مع زميلها الفيزيائي الجامعي دوجلاس تور، ونشرت بين عامي 1991 و1993، ادعت وجود طريقة عملية لإنتاج تأثيرات مضادة للجاذبية. ادعت أنه يمكن إنتاج تأثير مضاد للجاذبية عن طريق دوران أيونات مما يخلق مجالًا مغناطيسيًا للجاذبية عموديًا على محور الدوران. في نظريتها، إذا كان من الممكن محاذاة عدد كبير من الأيونات، (في مكثفة بوز-آينشتاين ) فإن التأثير الناتج سيكوّن مجالًا مغناطيسيًا قويًا جدًا ينتج عنه قوة تنافر قوية. قد تكون المحاذاة ممكنة عن طريق محاصرة أيونات من موصلات فائقة في بنية شبكية في قرص فائق التوصيل عالي الحرارة .     استشهدت الصحافة العامة ومجلات العلوم الشعبية بادعائها بوجود أجهزة وظيفية مضادة للجاذبية مع بعض الحماس لهذا الموضوع في ذلك الوقت.   في عام 1997، نشرت لي منشورة بحثية تفيد بأن التجارب الأخيرة التي أجراها يوجين بودكلتنوف كتبت عن تغيرات غير طبيعية في الوزن بنسبة 0.05-2.1% لكتلة اختبار معلقة فوق موصل فائق دوّار، لكن تجاربها الخاصة مع موصل فائق غير دوار أظهرت القليل من الجاذبية، إن وٌجد تأثير للجاذبية المضادة على الإطلاق. 
يقال أن لي تركت جامعة ألاباما في عام 1999 لتأسيس شركة AC إل إلىسي غرافيتي . حصلت شركة أيه سي غرافيتي على منحة من وزارة الدفاع الأمريكية بمبلغ 448.970 دولارًا أمريكيا في عام 2001 لمواصلة الأبحاث المضادة للجاذبية. انتهت فترة المنحة في عام 2002 ولكن لم يتم نشر أي نتائج لهذه البحوث .  ولا يوجد دليل على أن الشركة قامت بأي عمل آخر - على الرغم من أنه اعتبارًا من عام 2021 - لا تزال أيه سي غرافيتي مدرجة كشركة موجودة. 
استشهد مقال نشرته مجلة انتسفيل بسنيس جورنال عام 2023 بمقابلة مع نجل لي، الدكتور جورج مين. وفقًا للدكتور مين، واصلت والدته لي الأبحاث المضادة للجاذبية لصالح وزارة الدفاع حتى تعرضت لإصابة من سيارة في الطريق في عام 2014. توقفت الفيزيائية لي عن نشر أو مناقشة نتائج أبحاثها بعد حصولها على تصريح أمني سري للغاية . وذكرت الدكتورة لي أيضًا أن أعضاء الحزب الشيوعي الصيني تواصلوا معها في عام 2008 بشأن العودة إلى الصين لمواصلة أبحاثها هناك. رفضت لي عرضهم، مما أدى إلى منعها من دخول الصين لحضور جنازة والدتها. 

## وفاتها
في عام 2014، صدمت سيارة الفيزيائية نينغ لي أثناء عبورها الشارع في حرم جامعة ألاباما في هانتسفيل. أصيب زوج لي، الذي رأى الحادث، بنوبة قلبية وتوفي بعد عام في عام 2015. بالنسبة إلى لي، تسبب هذا الحادث في تلف دائم في الدماغ أدى إلى إصابتها بمرض الزهايمر بعد فترة وجيزة.  في 27 يوليو 2021 توفيت نينغ لي عن عمر يناهز 78 عامًا. 

## أنظر أيضا
- يوجين بودكلتنوف

## روابط خارجية
- كسر قانون الجاذبية مقالة نشرتها مجلة Wired عام 1998 تستعرض فيها أعمالها، بالإضافة إلى أعمال أخرى.
- بوز-آينشتاين و الجاذبية المضادة سرد لنظرية لي للعمل وخططها المستقبلية من التسعينيات.